# Centro Cultural da República (Assunção)

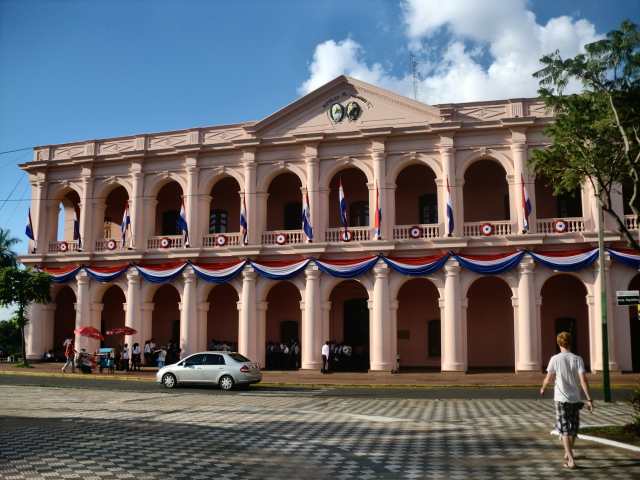
Fachada principal da Cabildo de Assunção - Centro Cultural da República

O Centro Cultural da República (Centro Cultural de la Republica) é uma instituição cultural da cidade de Assunção, capital do Paraguai. Está sediada num edifício histórico do século XIX que foi a sede do Cabildo da cidade.

## História

### Cabildo de Assunção
Nas cidades da América espanhola colonial, o Cabildo era o órgão administrativo e judiciário do município, semelhante à Casa da Câmara e Cadeia do Brasil colonial. Assunção foi fundada em 1537 e sabe-se que em 1578 os membros do cabildo se reuniam num edifício próprio. Essa era uma precária construção que só foi terminada definitivamente em 1609. Localizava-se na Plaza Mayor da cidade, às margens da Baía de Assunção. No cabildo também funcionava a cadeia da cidade e em frente, na praça, erguia-se o rollo (pelourinho), onde eram açoitados criminosos. Em 1773, o cabildo adquiriu o relógio dos jesuítas, que haviam sido expulsos da cidade. Este foi colocado sobre um torre construída junto ao cabildo com esse fim. 
No início do século XIX todo o conjunto já estava em estado de ruína, de maneira que foi encomendada uma nova construção. As obras começaram em 1815 com planos de frei Andrés Rodríguez, que recebeu uma paga de 5 onças de ouro, a nome do convento franciscano da cidade. Durante as obras o ditador José Gaspar Rodríguez de Francia tomou várias medidas para garantir o suprimento de material, inclusive cobrando impostos extras da população.

### Palácio de Governo e Legislativo

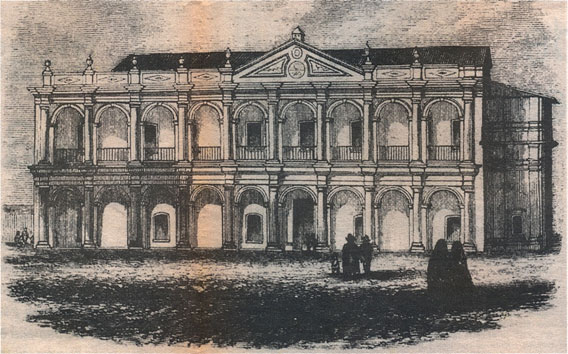
O Cabildo em 1854. A torre do relógio colonial ainda estava adossada ao lado direito do edifício.

O novo edifício foi aberto em 1822 com a inauguração do cabildo e do arquivo municipal. Porém, em 1824 o ditator Francia suprimiu o cabildo, que continuou funcionando apenas como administrador da justiça. Em 1840, ano da morte do ditador, o edifício do cabildo funcionava como armazém e depósito. A partir de então voltou a ter amplas funções administrativas. Em 1844, após a inauguração do Congresso Nacional, que havia antes se reunido no cabildo, o edifício foi convertido em Palácio do Governo pelo presidente Carlos Antonio López. Junto com a praça em frente e a Catedral de Assunção, o cabildo foi reformado interna e externamente, ganhando uma aparência neoclássica. No frontão triangular da fachada foi colocado o brasão nacional.
Em 1894, com a transferência da sede do Poder Executivo ao Palacio de los López, o edifício do cabildo foi convertido em sede do Poder Legislativo. 

### Conversão em centro cultural
No ano de 2004 o Congresso Nacional passou a uma nova sede, levando à criação do Centro Cultural de la Republica no velho edifício.

## Atividades
O Centro Cultural da República possui áreas de exposições permanentes dedicadas à história do cabildo (Museo del Cabildo), arte colonial, arte indígena, arte popular (Museo del Barro), música e cinema do Paraguai. Além disso o edifício é utilizado para exposições temporárias sobre diversos temas.